# Amata insularis
Amata insularis là một loài bướm đêm thuộc phân họ Arctiinae, họ Erebidae.